# Gmina Chojnów
Gmina Chojnów je polská vesnická gmina v okrese Lehnice v Dolnoslezském vojvodství. Sídlem gminy je město Chojnów. V roce 2020 zde žilo 9 517 obyvatel.
Gmina má rozlohu 230,9 km² a zabírá 31,0 % rozlohy okresu. Skládá se z 21 starostenství.

## Části gminy
Starostenství
Biała, Biskupin, Budziwojów, Czernikowice, Dobroszów, Goliszów, Groble, Jaroszówka, Jerzmanowice, Konradówka, Krzywa, Michów, Niedźwiedzice, Okmiany, Osetnica, Pątnów, Rokitki, Stary Łom, Strupice, Witków, Zamienice